# Islamej
Islamej: Orijentalna fantazija je fantazija za klavir koju je u rujnu 1869. napisao vođa Petorice Milij Aleksejevič Balakirev. Islamej je danas zadobio reputaciju zloglasnog, ali neodoljivog djela za klavir. Jedno vrijeme, Islamej je smatran jednim od tehnički najtežih djela za klavir.
Nastala pod utjecajem istočne orijentalne glazbe, Islamej je djelo u 3 čina. Uvodni motiv predstavlja glavni tematski materijal fantazije, koja je uljepšana korištenjem duplih trećina, oktavnih figuracija i drugih klavisrkih sredstava kroz djelo. Prvi dio djela ponajviše je izveden iz uvodnog motiva. Drugi dio djela je možda najorijentalniji od sva tri dijela. Polagano, sneno i egzotično pisanje u drugom dijelu je u snažnom kontrastu s bombastičnim i vatrenim ostalim dijelovima. Ljepota srednjeg dijela je često preskočena od onih koji odbacuju Islamej kao djelo s malo ili čak ništa glazbene supstancije. Treći dio se ponovno vraća na uvod, eventualno stižući do kode koja oduzima dah i pijanistu i publici. 
Islamej je premijerno izveo Nikolaj Rubinstein, a izvodili su je i mnogi poznati pijanisti kao što su Franz Liszt i Vladimir Horowitz. Islamej je zadobio reputaciju izazovnog djela za pijaniste. Pisanje je pijanističko i prirodno u većini djela, puno oktava, skala i duplih nota. 
Izvedba ovog djela u živo izazovna je i riskantna čak i za najveće majstore klavira, no ljepota djela i njegova važnost vrijedni su riskiranja.

## Vanjske poveznice
- Note za Islamej  Arhivirana inačica izvorne stranice od 29. rujna 2007. (Wayback Machine) (PDF)